# Glossotrophia
Glossotrophia is een geslacht van vlinders van de familie spanners (Geometridae), uit de onderfamilie Sterrhinae.

## Soorten
- G. adenensis Wiltshire, 1986
- G. alba Hausmann, 1993
- G. alfierii Wiltshire, 1949
- G. annae von Mentzer, 1990
- G. asellaria Herrich-Schäffer, 1847
- G. asiatica Brandt, 1938
- G. benigna Brandt, 1941
- G. buraimana Wiltshire, 1949
- G. confinaria Herrich-Schäffer, 1847
- G. chalcographata Brandt, 1938
- G. diffinaria Prout, 1913
- G. disparata (Hampson, 1903)
- G. eurata Prout, 1913
- G. falsaria Herrich-Schäffer, 1851
- G. fucata Püngeler, 1909
- G. ghirshmani Wiltshire, 1966
- G. gracilis (Brandt, 1941)
- G. jacta (Swinhoe, 1884)
- G. moralesi Rungs, 1945
- G. natalensis Prout, 1915
- G. origalis Brandt, 1941
- G. romanarioides Rothschild, 1913
- G. rufomixtaria Graslin, 1863
- G. rufotinctata Prout, 1913
- G. similata Le Cerf, 1924
- G. tangii Ebert, 1965
- G. terminata Wiltshire, 1966
- G. tripolitana Turati, 1929
- G. uvarovi Wiltshire, 1952